# Thyenula splendens
Thyenula splendens es una especie de araña saltarina del género Thyenula, familia Salticidae. Fue descrita científicamente por Wesołowska & Haddad en 2018.
Habita en Sudáfrica.